# لوون تاوادیان
لوون آغاسو تاوادیان (ارمنی: Լևոն Աղասու Թավադյան؛  زادهٔ ۹ ژوئن ۱۹۵۱) شیمی‌دان، فیزیکدان، شیمی‌فیزیک‌دان و استاد اهل ارمنستان بود. وی از سال ۲۰۰۶ مدیر انستیتو شیمی‌فیزیک ای.بی. نالباندیان فرهنگستان ملی علوم ارمنستان بود.

## زندگی‌نامه
وی در ۹ ژوئن ۱۹۵۱ در ایروان به دنیا آمد و از دانشگاه دولتی ایروان (۱۹۷۳) فارغ‌التحصیل گشت. وی  عضو مکاتبه‌ای فرهنگستان ملی علوم ارمنستان (از ۲۰۱۰) و اتحادیه شیمی‌دانان آمریکا بود. همچنین برندهٔ جوایزی همچون مدال گارگین نژده (۲۰۱۳) و دانشمند شایسته جمهوری ارمنستان (۲۰۱۴) شده است. وی در ۷ ژانویهٔ ۲۰۲۵ در سن ۷۳ سالگی درگذشت.

## یادداشت
1. ↑  քիմիական գիտությունների դոկտոր
2. ↑  ՀՀ ԳԱԱ Ա. Բ. Նալբանդյանի անվան Քիմիական ֆիզիկայի ինստիտուտո
3. ↑  Ամերիկյան քիմիական ընկերության